# Bahnstrecke Nesttun–Os
| Karte von 1907 |                     |                       |                       |
| Streckenlänge: | 26,3 km             |                       |                       |
| Spurweite: | 750 mm (Schmalspur) |                       |                       |
| Streckengeschwindigkeit: | 25 km/h             |                       |                       |
| |                     |                       |                       |
| \| \| \| Vossebanen von Bergen \| \| \| \| 0,00 \| Nesttun (1872) \| 31,4 moh. \| \| \| \| nach Arna \| \| \| \| \| Skjold \| 52,0 moh. \| \| \| 4,30 \| Rådal (1894) \| 42,0 moh. \| \| \| 6,60 \| Stend (1894) \| 60,0 moh. \| \| \| \| Solbakken \| 53,0 moh. \| \| \| 8,60 \| Fana \| 53,0 moh. \| \| \| 9,90 \| Hamre (1894) \| 54,0 moh. \| \| \| \| Kismul \| 64,0 moh. \| \| \| 15,10 \| Kalandseidet (1894) \| 75,5 moh. \| \| \| 18,30 \| Søfteland (1894) \| 56,0 moh. \| \| \| 23,30 \| Ulven (1894) \| 43,0 moh. \| \| \| 25,30 \| Kuven (1894) \| 22,5 moh. \| \| \| 26,30 \| Osøyro (1894) \| 3,0 moh. \| |                     |                       |                       |
| Strecke (außer Betrieb) |                     | Vossebanen von Bergen | Vossebanen von Bergen |
| Bahnhof (Strecke außer Betrieb) | 0,00                | Nesttun (1872)        | 31,4 moh.             |
| Abzweig geradeaus und nach links (Strecke außer Betrieb) |                     | nach Arna             | nach Arna             |
| Haltepunkt / Haltestelle (Strecke außer Betrieb) |                     | Skjold                | 52,0 moh.             |
| Haltepunkt / Haltestelle (Strecke außer Betrieb) | 4,30                | Rådal (1894)          | 42,0 moh.             |
| Bahnhof (Strecke außer Betrieb) | 6,60                | Stend (1894)          | 60,0 moh.             |
| Haltepunkt / Haltestelle (Strecke außer Betrieb) |                     | Solbakken             | 53,0 moh.             |
| Bahnhof (Strecke außer Betrieb) | 8,60                | Fana                  | 53,0 moh.             |
| Haltepunkt / Haltestelle (Strecke außer Betrieb) | 9,90                | Hamre (1894)          | 54,0 moh.             |
| Haltepunkt / Haltestelle (Strecke außer Betrieb) |                     | Kismul                | 64,0 moh.             |
| Haltepunkt / Haltestelle (Strecke außer Betrieb) | 15,10               | Kalandseidet (1894)   | 75,5 moh.             |
| Bahnhof (Strecke außer Betrieb) | 18,30               | Søfteland (1894)      | 56,0 moh.             |
| Haltepunkt / Haltestelle (Strecke außer Betrieb) | 23,30               | Ulven (1894)          | 43,0 moh.             |
| Haltepunkt / Haltestelle (Strecke außer Betrieb) | 25,30               | Kuven (1894)          | 22,5 moh.             |
| Kopfbahnhof Streckenende (Strecke außer Betrieb) | 26,30               | Osøyro (1894)         | 3,0 moh.              |

Die Bahnstrecke Nesttun–Os (norwegisch Nesttun–Osbanen) war eine Schmalspurbahn mit der Spurweite 750 mm zwischen Nesttun, jetzt Teil von Bergen, und Osøyro in der Gemeinde Bjørnafjorden im Fylke Vestland in Norwegen.
Sie wurde als  erste private Eisenbahn in Norwegen am 1. Juni 1894 eröffnet. Die Strecke wurde gebaut, um Os mit der Vossebane im Personen- und Güterverkehr an Bergen und Voss anzuschließen. Am 2. September 1935 war die Strecke die erste norwegische Eisenbahnstrecke, die geschlossen wurde.
Es überlebten nur kurze Abschnitte der Bahn und einige Bahnhöfe. Ein großer Teil der ehemaligen Bahnstrecke wird als Radwanderweg benutzt, was die Wiederbelebung der Strecke Nesttun–Os als Museumseisenbahn unmöglich macht. Ein Gleisstück liegt am Bahnhof Stend, der unverändert blieb. Dort wurden eine Diesellokomotive und ein Personenwagen zur Erinnerung an die Strecke aufgestellt. Das Bahnhofsgebäude selbst wurde restauriert und wird als Museum genutzt.

## Geschichte
Vorschläge, eine Eisenbahn von Nesttun nach Os zu bauen, wurden erstmals im Zusammenhang mit der Planung der Vossebane von Bergen nach Voss gemacht. Erste Pläne sahen dafür eine etwas längere Route über Os, Samnanger, Norheimsund und Granvin vor. Zu der Zeit war es erforderlich, dass sich die Kommunen mit 20 % der Kosten am Eisenbahnbau beteiligten. 1874 wurde die Gemeinde Os ermutigt, Aktien für 8.000 Kronen zu kaufen. Dies wurde vom Gemeinderat abgelehnt und schließlich wurde die Vossebane über Dale gebaut. 1884 wurde in Fana ein Komitee gegründet, um die Möglichkeit des Baus einer Nebenbahn von Nesttun nach Fana zu untersuchen. Weder die Gemeinde noch das Land waren bereit, Zuschüsse für die Strecke zu geben und so wurden die Pläne 1885 wieder verworfen. Zur gleichen Zeit entwickelte der Arzt Daniel Schumann Krüger eine Initiative, um die Möglichkeit des Baus einer Verbindung von Nesttun nach Osøren (jetzt Osøyro) voranzutreiben. Zu der Zeit war es unter anderem bei Nebenstrecken üblich, die Strecke entlang bestehender Straßen zu bauen und langsame Lokomotiven zu verwenden. Krüger schlug zunächst eine solche Lösung vor, entschloss sich jedoch später, einen konventionellen Bahnbau zu unterstützen.
1884 wurde der Bau der Strecke von Os bis Nesttun mit 885.000 Kronen zuzüglich Landankaufskosten geschätzt. Öffentliche Sitzungen wurden abgehalten und 1885 wurde ein Planungskomitee gegründet. Im folgenden Jahr wurde ein Antrag an den Staat für Zuschüsse in Höhe von 3.000 Kronen für vorbereitende Arbeiten gestellt. Die Bahn sollte unter privater Regie errichtet werden. Der Ausschuss wollte jedoch staatliche Fördermittel erhalten. Die Regierung begünstigte damals den Bau von Eisenbahnstrecken, allerdings hatte die Strecke eine niedrige Priorität unter den vielen vorgeschlagenen Projekten. 1888 untersuchte ein staatlicher Ingenieur den geplanten Streckenverlauf und empfahl, die Linie über Rådal zu bauen. Darüber hinaus wurden Fanahammeren und Stend damals als Verkehrsknotenpunkt betrachtet. Im Anschluss daran wurden Aktien für 50.000 Kronen ausgegeben. Diese war nicht ausreichend, um die Bahn zu finanzieren.
Statt das Kapital zu erhöhen, versuchte Krüger, die Kosten zu verringern. Er schlug vor, den minimalen Kurvenradius von 100 auf 50 Meter zu verkleinern und statt der Spurweite von 1067 Millimeter wie auf der Vossebane nur 600 Millimeter zu verwenden. Dadurch konnte die Bahn engere Kurven fahren und um Hindernisse und Hügel fahren, wodurch die Notwendigkeit für den Bau von Einschnitten und Tunnel entfiel.
Ingenieur Nicolay Nicolaysen Sontum begann die Planung der Strecke 1889, er schätzte die Kosten auf 500.000 Kronen. Nachdem über den Bahnbau in der Presse in Bergen berichtet wurde, erhielt die Maßnahmen von Reeder Fredrik Georg Gade und Johan A. Mowinckel Unterstützung, ebenso wie die des Abgeordneten Wollert Konow. Der Antrag auf eine Konzession wurde am 15. März 1890 gestellt, in dem Gade und Mowinckel das nötige Kapital garantierten. Dadurch konnte die Strecke von Nesttun nach Os als erste Eisenbahn in Norwegen ohne staatliche Zuschüsse gebaut werden. Der Bauauftrag mit Sontum wurde am 29. März unterzeichnet.
Die Konzession wurde am 2. Februar 1891 erteilt und hatte eine Laufzeit von 40 Jahren ab dem Datum der Inbetriebnahme der Strecke. Die Verzögerung lag zum Teil an einer Debatte im norwegischen Parlament hinsichtlich der Spurweite der Strecke. Der Verkauf von Aktien begann am 3. März 1891. Die größten Anteile erwarben Gade (20 %), Mowinckel (10 %), die Gemeinde Os (5 %) und Krüger (2 %). Die Gemeinde verwendet den gesamten Haushalt des Jahres für die Aktienkäufe und mit zusätzlich geliehenem Geld, das in 40 Jahren zurückgezahlt werden musste. Zusätzlich erhielt die Bahn kostenlose Grundstücke von vielen Landbesitzern.
Die errichtete Schmalspurbahn hatte mit 750 mm die kleinste Spurweite, die je für den öffentlichen Verkehr in Norwegen gebaut wurde. Der kleinste Kurvenradius betrug 50 Meter. Diese Kombination ermögliche es, alle Tunnel zu vermeiden. Die längste Brücke war acht Meter lang. Die Spurweite hatte zur Folge, dass alle Waren im Bahnhof Nesttun umgeladen werden mussten und die Bahn nur eine Höchstgeschwindigkeit von 25 km/h hatte. Die Bahn war von großer Wichtigkeit für die Gemeinde Os. Durch sie wurden Tagesreisen in die Stadt Bergen möglich. Die Bahnfahrt dauerte nur zwei Stunden und war wesentlich schneller und billiger als eine Fahrt mit dem Dampfschiff.

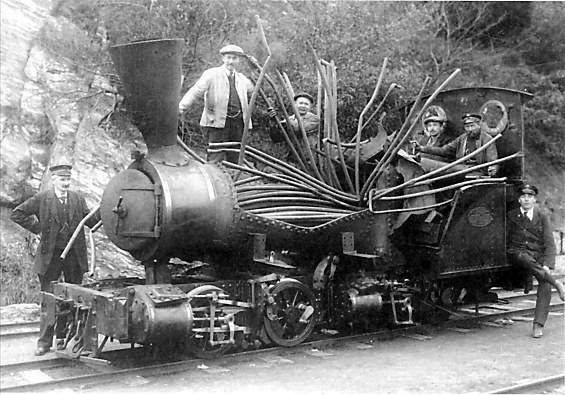
Kesselzerknall bei einer der Mallet-Lokomotiven

Die erste Dampflokomotive mit dem Namen Rotten wurde von Decauville in Paris geliefert. Die weiteren eingesetzten Dampflokomotiven waren vom Typ Mallet, die von La Métallurgique in Tubize in Belgien erbaut wurden. Sie erhielten die Namen Bjørnen, Ulven und Os.
Acht Personenwagen für die Strecke kamen von Oldbury aus England und sieben wurden von Skabo jernbanevognfabrik in Oslo geliefert.
Trotz einer durch den Ersten Weltkrieg verursachten Hochkonjunkturphase verlor die Bahn danach Geschäftsanteile an den Straßenverkehr, der schneller und bequemer war. Am 2. September 1935 war es die erste norwegische Eisenbahnstrecke, die stillgelegt wurde. Im folgenden Jahr wurde der größte Teil der Strecke abgebaut.

## Heutiger Zustand

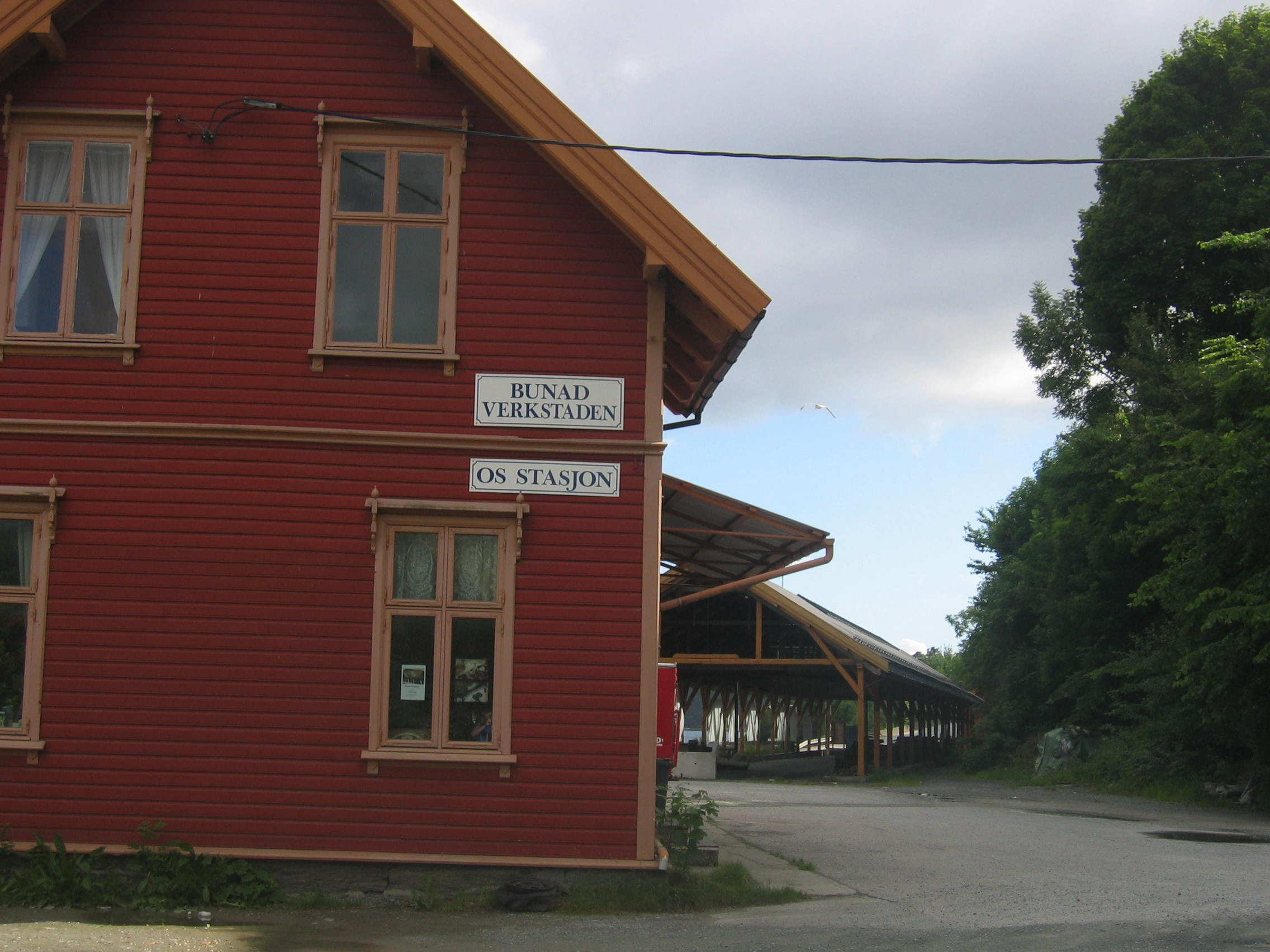
Bahnhof Os an der ehemaligen Bahnstrecke Nesttun–Os.

An vielen Stellen existiert der Bahndamm noch, obwohl die Schienen 1936 entfernt wurden. 1980 wurde der Großteil des Bahndammes in Bergen zu einem Wander- und Radwanderweg umgebaut und später asphaltiert. Die 12,7 km lange Strecke von Nesttun nach Kismul ist als Fußweg ausgebaut. Der Abschnitt von Selsvik nach Ytre Sandvika wurde 2002 als Radweg ausgebaut und 2008 einen Kilometer vorbei an Kismul verlängert. Für den verbleibenden Abschnitt nach Kalandseid existiert eine Planung, Geldmangel hat den Ausbau verhindert. Die Strecke ist begehbar, jedoch ist der Weg überwachsen und teilweise sumpfig.
Von Kalandseid nach Søfteland verläuft die Route neben der Europastraße E39. Im Süden von Kalandseid führt der Weg durch private landwirtschaftliche Flächen in Richtung Røykenes. In Os ist der Abschnitt von Tømmernes nach Søfteland asphaltiert. Von Storestraumen südlich von Søfteland wurde etwa ein Kilometer zu einem Kiesweg umgewandelt. Auf diesem Abschnitt befindet sich die zwei Meter lange Bergstø-Brücke, auf der noch die Schienen liegen.
Im Bahnhof von Stend wurde ein Eisenbahnmuseum eingerichtet. Es ist die einzige Station, die in ihrer ursprünglichen Konstruktion erhalten blieb. In den 1980er Jahren war das Gebäude baufällig geworden. Ab 1987 begann die Instandsetzung durch den Eisenbahnverein Osbanens Venner. Hier gibt es eine kleine Sammlung von Gegenständen aus der Bahnzeit, einschließlich alter Bilder und Werkzeuge aus der ehemaligen Werkstatt. Auf einem 70 Meter langen Gleisstück ist eine Draisine von 1925 und ein kombinierter 3. Klasse/Post-Wagen aus dem Jahr 1894 aufgestellt. Er besteht aus zwei halben Rahmen, die zusammengeschweißt und auf aus Polen gekauften Drehgestellen montiert wurden. Er ist der kleinste Drehgestellwagen Norwegens. Der Bahnhof verfügt über einen Wasserkran sowie eine Diesellokomotive aus dem Jahr 1967. Diese Bauzuglok wurde in Fana und später in Bergen für die Errichtung von Abwasserkanälen verwendet und dem Museum 1995 übergeben. Sie hat eine Spurweite von 750 Millimeter, jedoch nichts mit den Fahrzeugen der einstigen Strecke zu tun.
Der Bahnhof Os ist erhalten geblieben und gehört der Gemeinde. Es ist geplant, ihn wieder in den Zustand des Jahres 1894 zu versetzen. Aus Mangel an Geld wurde er nur in den ursprünglichen Farben gestrichen. Geplant ist, ein kurzes Gleisstück zu verlegen. Die ehemalige Werkstatt enthält eine Abwasserkanal-Pumpstation und wurde äußerlich renoviert. Das Depot wurde mit dekorativen Säulen errichtet, wurde jedoch erst in den 1930er Jahren gebaut. In den 1990er Jahren wurden diese Säulen wieder entfernt. Der Kulturverein von Os hat die Nutzungsrechte an dem in kommunalem Besitz befindlichen Gebäude. Es ist geplant, darin ein Zentrum für Kunst einzurichten. Dazu würde eine Glasfassade in Richtung des Fjord errichtet sowie Kunstwerkstätten und Ateliers eingerichtet werden.
Der Bahnhof in Ulven ist ebenfalls erhalten und wurde modernisiert. Er ist in Privatbesitz. Alle Bahngebäude in Kalandseidet außer einem Wohnhaus in Privatbesitz wurden abgerissen. Der Bahnhofsbereich von Hamre wurde zu einem Bus-Bahnhof umgewandelt. Der Bahnhof in Fana steht noch, jedoch wurde er durch Renovierung und Modernisierung unkenntlich gemacht und dient als privates Wohnhaus. Der Bahnhof Radal ist ebenfalls ein privates Wohnhaus.
Zwei Personenwagen sind im Norsk Jernbanemuseum in Hamar aufbewahrt, nachdem sie auf der Urskog–Hølandsbanen von 1935 bis 1960 eingesetzt waren. Sie werden im Museumszug Tertitten, der auf dem Museumsgelände fährt, verwendet und wurden 1994/95 renoviert. Die Gemeinde Os besitzt einen demontieren Wagenkasten eines Oldbury-Wagens aus dem Jahre 1894. Ein 1907 von Skabo gebauter Wagenkasten steht in einem Garten in Kismul und besitzt noch einige Original-Bänke.
Ein Teil der Trasse wird heute als Fußgänger- und Fahrradweg benutzt. 2011 wurde in Bergen der Bereich von Skjoldskiftet und Odins veg wegen der Bauarbeiten an der neuen Stadtbahn gesperrt.